# Eduardo Rubio Kostner
Eduardo Rubio Kostner (* 7. November 1983 in Chuquicamata, Chile) ist ein ehemaliger chilenischer Fußballspieler.
Der Stürmer spielte von 2002 bis 2006 bei CD Universidad Católica und von Januar bis Juni 2007 bei CD Cruz Azul. Ab Juni 2007 spielt er bei CSD Colo Colo. Für die Saison 2008/2009 wurde er jedoch an den FC Basel ausgeliehen. In der Saison 2009/2010 spielte er für Unión Española. Danach wechselte er zu CD La Serena. Er blieb dort zwei Spielzeiten, bis er mit seiner Mannschaft am Ende der Saison 2012 absteigen musste. Anschließend war er ein Jahr ohne Klub, ehe er Anfang 2014 bei Lota Schwager in der zweiten chilenischen Liga anheuerte. Dort beendete er nach einer Saison seiner Karriere.

## Persönliches
Sein Vater, Hugo Rubio, war ebenfalls Profifußballer und spielte zwischen 1983 und 1991 36 Mal für die chilenische Nationalmannschaft. Ende der 1980er-Jahre spielte er zusammen mit Iván Zamorano und Patricio Mardones beim FC St. Gallen.